# Desde mi barrio
Desde mi barrio es el nombre del segundo álbum de estudio del dúo español Andy y Lucas. Fue lanzado al mercado por Sony BMG el 30 de noviembre de 2004.

## Lista de canciones
Todas las canciones escritas y compuestas por Lucas, excepto «Madre» por Andy y Jesús Baro. 
| N.º | Título                | Duración |  |
| 1.  | «Celos»               | 3:56     |  |
| 2.  | «Dime que me quieres» | 4:17     |  |
| 3.  | «Quiero ser tu sueño» | 3:31     |  |
| 4.  | «Por ella»            | 4:40     |  |
| 5.  | «Mi barrio»           | 3:40     |  |
| 6.  | «Madre»               | 4:00     |  |
| 7.  | «Pasarán»             | 4:57     |  |
| 8.  | «Yo lo que quiero»    | 4:30     |  |
| 9.  | «Sabe que la engañas» | 4:23     |  |
| 10. | «Tan orgullosa»       | 3:34     |  |
| 11. | «Aquellas cartas»     | 4:30     |  |
| 12. | «Cómo quieres»        | 4:22     |  |
| 13. | «Carita morena»       | 3:45     |  |

- Datos: Q15640729